# Dark Requiems...
Albums de Hecate Enthroned
The Slaughter of Innocence
(1997) Kings of Chaos
(1999)
Dark Requiems... est le deuxième album studio du groupe de black metal symphonique anglais Hecate Enthroned. L'album est sorti en 1998 sous le label Blackend Records.

## Liste des morceaux
1. Intro
2. The Pagan Swords Of Legend
3. Centuries Of Wolven Hunger
4. Forever In Ebony Drowning
5. Upon The Kingdom Throne
6. For Thee, In Sinful Obscurity
7. Dark Requiems And Unsilent Massacre
8. Thy Sorrow Bequeathed
9. The Scarlet Forsaken
10. Ancient Graveless Dawn